# Yugyeom
Kim Yu-gyeom (tiếng Hàn: 김유겸), anh còn được biết đến với tên Yugyeom (tiếng Hàn: 유겸 ), là một ca sĩ, nhạc sĩ và vũ công người Hàn Quốc ra mắt với tư cách là thành viên của Got7 vào năm 2014 và một nửa của nhóm nhỏ Jus2 cùng với JayB.

## Tiểu sử
Yugyeom sinh ngày 17 tháng 11 năm 1997 tại Seoul, Hàn Quốc. Mặc dù sinh ra ở Seoul nhưng anh đã sống ở Ả Rập Xê Út một thời gian do công việc của bố anh. Anh sống ở Yeosu từ năm 6 tuổi đến năm anh 11 tuổi, sau đó anh chuyển đến Namyangju, tỉnh Gyeonggi, nơi anh lớn lên cùng với anh trai của mình.
Khi ở Yeosu, anh đã tham gia các lớp học kèn, bass và guitar. Tuy nhiên, anh lại thích nhảy và bắt đầu biểu diễn cho các bạn cùng lớp trong giờ nghỉ trưa vào năm thứ hai tiểu học.  Anh bắt đầu mơ ước trở thành một ca sĩ và một vũ công khi xem các buổi biểu diễn của Big Bang và JY Park khi anh ấy còn nhỏ. Sau khi gia đình anh chuyển đến Yeosu, Yugyeom đã tham gia chương trình tài năng của trường, nơi anh thể hiện các bước nhảy của mình. Từ đó, anh tích cực tham gia các sự kiện của trường, và trong hai năm, anh đã tự học các vũ đạo từ TV.
Khi theo học năm đầu tiên của trường trung học, anh đã tham gia vào Giải đấu Biểu diễn Nghệ thuật Ẩn, anh đã nhảy "Shock" của Beast. Anh trai của anh đã quay màn trình diễn và đăng nó lên Cyworld và đoạn phim thu hút sự chú ý chị họ của anh, một giáo viên dạy nhảy, người đã mời anh gia nhập trường dạy múa tư nhân nơi cô làm việc. Sau khi học nhảy freestyle, anh đã gia nhập nhóm Body & Soul năm 13 tuổi, tham gia các cuộc thi nhảy underground. Vào năm 2010, anh giành vị trí thứ hai tại cuộc thi Adrenaline House Dance Battle. Một giáo viên tại trường dạy nhảy mà anh đang theo học là giảng viên dạy nhảy cho JYP Entertainment, và giáo viên đã dẫn anh đến một buổi thử giọng của JYP Entertainment. Anh đã trở thành thực tập sinh của JYP vào năm 2011.

## Sự nghiệp

### 2013–2020: Ra mắt và hoạt động solo
Được đào tạo dưới trướng của JYP Entertainment, anh đã xuất hiện trong chương trình WIN: Who Is Next, nơi anh cạnh tranh với các thực tập sinh của YG Entertainment, những người sau này ra mắt với tư cách là thành viên của Winner và iKon.
Vào ngày 16 tháng 1 năm 2014, Yugyeom chính thức ra mắt với nhóm nhạc nam K-pop Got7 và phát hành EP Got It?. Năm 2015, JYP Entertainment hợp tác với Youku Tudou, phát hành web drama mini có tựa đề Dream Knight, trong đó bộ phim có sự góp mặt của các thành viên Got7. Anh cũng đã tham gia sáng tác vũ đạo cho "If You Do" từ EP Mad và "Poison" từ EP Dye.
Năm 2016, anh tham gia chương trình Hit the Stage của Mnet, một chương trình các thần tượng từ các nhóm nhạc K-pop khác nhau sẽ hợp tác với các nhóm nhảy chuyên nghiệp để cạnh tranh với những người khác, Xuất hiện trong tập 9 và 10, anh đứng thứ hai trong tập 9 và giành vị trí đầu tiên trong trận chung kết. Cùng năm, anh bắt đầu tham gia viết và sáng tác các bài hát của Got7, ra mắt với tư cách nhạc sĩ với "See The Light" (빛 이나) cho album Flight Log: Departure của nhóm. Anh cũng làm MC trong The Show vào ngày 5 tháng 4 và The Show SBS Super Concert tại Busan vào ngày 18 tháng 10.
Vào tháng 4 năm 2018, anh cùng với Jay B tham gia vào dự án hợp tác nghệ thuật “Collaboran” cho nhãn hiệu nước khoáng có ga Perrier với nghệ sĩ đa phương tiện người Mỹ Ben Jones. Sự hợp tác nghệ thuật đã được công bố tại một sự kiện ra mắt vào ngày 22 tháng 4, tại Nakwon Musical Instrument Arcade. Với album phòng thu thứ ba của Got7 là Present: You, anh đã phát hành ca khúc solo "Fine". Video âm nhạc đi kèm được tiết lộ vào ngày 12 tháng 9. Vào tháng 2 năm 2019, anh tham gia chương trình thực tế Law of The Jungle của đài SBS ở Quần đảo Bắc Mariana trong 4 tập. Vào ngày 5 tháng 3, anh ra mắt với tư cách là một nửa của bộ đôi K-pop Jus2 cùng với Jay B, với tư cách là nhóm phụ thứ hai của Got7, với mini album Focus .
Vào tháng 5 năm 2020, anh xuất hiện trên chương trình King of Mask Singer của đài MBC với tên gọi "Mr. Raspberry Wine" ở tập 257.

### 2021 – nay: Rời khỏi JYPE và ra mắt solo
Vào tháng 1 năm 2021, anh cùng với các thành viên khác trong nhóm chia tay JYP Entertainment mặc dù vẫn là thành viên của Got7. Ngay sau đó có tin đồn rằng anh sẽ gia nhập AOMG. Vào ngày 19 tháng 2, anh đã chính thức ký hợp đồng độc quyền với AOMG cùng với video dance visual " Franchise " của Travis Scott (feat Young Thug, MIA).
Vào ngày 3 tháng 6, anh đã có thông báo sẽ trở lại vào giữa tháng 6 và bản phát hành album đầu tiên với tư cách là một nghệ sĩ của AOMG. Ngày 11 và 17 tháng 6, anh đã phát hành album mang tên Point of View: U. MV "All Your Fault" (네 잘못 이야) được phát hành vào ngày 17 tháng 6 với sự góp mặt của Gray.
Vào ngày 22 tháng 6 năm 2021, bài hát debut của anh đã xuất hiện trên Bảng xếp hạng Billboard World Digital Song Sales ở vị trí thứ hai với "I Want U Around". Hai ngày sau, EP solo đầu tiên của anh xuất hiện trên Bảng xếp hạng Album Gaon ở vị trí thứ 11 và "All Your Fault" feat Gray ra mắt trên Bảng xếp hạng Gaon Download ở vị trí thứ 15. 
Vào tháng 8, anh biểu diễn tại We All Are One, một buổi hòa nhạc cổ vũ cho Thế vận hội Tokyo và buổi hòa nhạc trực tuyến đầu tiên của AOMG Above Ordinary 2021.
Vào ngày 31 tháng 3 năm 2022, anh phát hành single "Take You Down" với sự góp mặt của Coogie.
Từ ngày 5 tháng 5 đến ngày 13 tháng 5, anh bắt đầu một chuyến lưu diễn cá nhân qua châu Âu, biểu diễn ở Berlin, Munich, Oberhausen, Paris và London, đồng thời bán hết vé cho Munich và Oberhausen. Anh tổ chức một buổi hòa nhạc cá nhân tại Manila vào ngày 19 tháng 8, ra mắt ca khúc chưa phát hành "Always Ready",  và sẽ biểu diễn hai buổi diễn cháy vé tại Impact Exhibition Hall 5 ở Bangkok vào ngày 27 và 28 tháng 8.

## Cuộc sống cá nhân
Vào tháng 2 năm 2016, anh tốt nghiệp trường Nghệ thuật Hanlim. 
Vào tháng 6 năm 2020, anh đã quyên góp một số tiền không được tiết lộ cho Black Lives Matter Fund sau khi phản đối vụ giết người của George Floyd.

## Danh sách đĩa nhạc

### Extended plays
| Tên album | Dữ liệu          | |
| --------- | ---------------- | --- |
| Tên album | Point of View: U | - Released: June 17, 2021 - Label: AOMG - Formats: CD, digital download, streaming Tracklist 1. "I Want U Around" (Feat. DeVita) 2. "Running Through The Rain" 3. "All Your Fault" (네 잘못이야) (Feat. Gray) 4. "All About U" (Feat. Loco) 5. "Love The Way" (Feat. Jay Park & Punchnello) 6."Falling In Love" 7."When You Fall" |

### Single albums
| Tên album     | Dữ liệu |
| ------------- | --- |
| Take You Down | - Released: March 31, 2022 - Label: AOMG - Formats: digital download, streaming Tracklist 1. "Take You Down" (feat. Coogie) 2. "Lights" (불빛) |

### Singles
| Năm  | Tên bài                                     | Album            |
| ---- | ------------------------------------------- | ---------------- |
| 2021 | "All Your Fault" (네 잘못이야) (feat. Gray) | Point of View: U |
| 2022 | "Take You Down" (feat. Coogie)              | Take You Down    |

### Other releases
| Năm  | Tên bài                         | Album |
| ---- | ------------------------------- | ----- |
| 2017 | "You Know"                      |       |
| 2017 | "No Way" (feat. G2)             |       |
| 2017 | "I Don't Know" (feat. Reddy)    |       |
| 2019 | "A Little Bit More" (조금만 더) |       |
| 2019 | "You"                           |       |
| 2020 | "To Me" (나에게)                |       |
| 2020 | "Used To Blame" (원망했던)      |       |
| 2020 | "Don't Think" (생각없이)        |       |
| 2020 | "MYOB" (신경 꺼)                |       |
| 2020 | "I Can Do It, You Can Do It"    |       |

### Sáng tác
| Năm  | Nghệ sĩ    | Tên bài                                     | Album                                         | Lyrics | Lyrics                                                                  | Music | Music                                       |
| ---- | ---------- | ------------------------------------------- | --------------------------------------------- | ------ | ----------------------------------------------------------------------- | ----- | ------------------------------------------- |
| 2016 | Got7       | "See the Light" (빛이나)                    | Flight Log: Departure                         | Có     | Mark Tuan, Frants, BamBam                                               | Có    | Mark, Frants                                |
| 2016 | JYP Nation | "Encore"                                    | Non-album single                              | Có     | J.Y. Park "The Asiansoul", Armadillo, Kim Seung-soo, Mark, Jackson Wang | Không |                                             |
| 2016 | Got7       | "No Jam" (노잼)                             | Flight Log: Turbulence                        | Có     | Mark, Frants, BamBam, Jackson Wang                                      | Có    | Mark, Frants                                |
| 2016 | Got7       | "Let Me Know"                               | Hey Yah                                       | Có     | Frants, Amon Hayashi, Natsumi Kobayashi                                 | Có    | Frants                                      |
| 2017 | Got7       | "Don't Care" (양심없이)                     | Flight Log: Arrival                           | Có     |                                                                         | Có    | mo'l                                        |
| 2017 | Got7       | "To Me" (내게)                              | 7 for 7                                       | Có     |                                                                         | Có    | Effn                                        |
| 2017 | Got7       | "97 Young & Rich"                           | Turn Up                                       | Có     | BamBam, Frants, Simon                                                   | Có    | BamBam, Frants                              |
| 2018 | Got7       | "Us" (우리)                                 | Eyes on You                                   | Có     | Samuel Ku                                                               | Có    | Effn                                        |
| 2018 | Got7       | "2 (Two)"                                   | The New Era                                   | Có     | Jinyoung, Distract, Mark, Secret Weapon, Samuelle Soung                 | Có    | Jinyoung, Distract, Mark, Secret Weapon     |
| 2018 | Got7       | "No One Else"                               | Present: You                                  | Có     | Effn, Room102                                                           | Có    | Effn, Room102                               |
| 2018 | Got7       | "Fine"                                      | Present: You                                  | Có     |                                                                         | Có    | Effn                                        |
| 2018 | Got7       | "WOLO"                                      | Present: You & Me                             | Có     | Jackson Wang, BamBam                                                    | Không |                                             |
| 2018 | Got7       | "From Now" (이젠)                           | Present: You & Me                             | Có     |                                                                         | Có    | Effn                                        |
| 2018 | Got7       | "Phoenix"                                   | Present: You & Me                             | Có     | Jackson Wang                                                            | Có    | Jackson Wang, Boytoy                        |
| 2019 | Got7       | "25"                                        | I Won't Let You Go                            | Có     | Jinyoung, Distract, Cosho                                               | Có    | Jinyoung, Distract, Secret Weapon           |
| 2019 | Jus2       | "Focus on Me"                               | Focus                                         | Có     | Defsoul (JayB)                                                          | Có    | Defsoul (Jay B), Cosmix Boy, OLNL           |
| 2019 | Jus2       | "Love Talk"                                 | Focus                                         | Có     |                                                                         | Có    | Effn, Frants                                |
| 2019 | Jus2       | "Long Black"                                | Focus                                         | Có     | Veljkovic Karla Maria, Re:One                                           | Có    | Effn, Yoo Jeffrey                           |
| 2019 | Jus2       | "Breath" (吐息)                             | Focus (Japan Edition)                         | Có     | Defsoul (Jay B)                                                         | Không |                                             |
| 2019 | Got7       | "1°"                                        | Spinning Top: Between Security and Insecurity | Có     | Kass                                                                    | Không |                                             |
| 2019 | Got7       | "Crash and Burn"                            | Call My Name                                  | Có     | Kass, Selah, Isran, Eniac                                               | Không |                                             |
| 2020 | Got7       | "Poison"                                    | Dye                                           | Không  |                                                                         | Có    | Davey Nate, A-Dee                           |
| 2020 | Got7       | "Thank You, Sorry" (이젠 내가 할게)         | Breath of Love: Last Piece                    | Có     | Nathan                                                                  | Có    | Nathan                                      |
| 2021 | Yugyeom    | "I Want U Around" (Feat. DeVita)            | Point of View: U                              | Có     | Gray, DeVita                                                            | Có    | Gray, DeVita                                |
| 2021 | Yugyeom    | "Running Through The Rain"                  | Point of View: U                              | Có     | Gray                                                                    | Có    | Gray, Dax, Perro                            |
| 2021 | Yugyeom    | "All Your Fault" (Feat. Gray)               | Point of View: U                              | Có     | Gray                                                                    | Có    | Gray                                        |
| 2021 | Yugyeom    | "All About U" (Feat. Loco)                  | Point of View: U                              | Có     | Gray, Loco                                                              | Có    | Gray                                        |
| 2021 | Yugyeom    | "Love The Way" (Feat. Jay Park, Punchnello) | Point of View: U                              | Có     | Jay Park, Punchnello                                                    | Có    | Jay Park, Cha Cha Malone                    |
| 2021 | Yugyeom    | "Falling In Love"                           | Point of View: U                              | Có     |                                                                         | Có    | Adrian McKinnon, Jo Micheal, Cha Cha Malone |
| 2021 | Yugyeom    | "When U Fall"                               | Point of View: U                              | Có     | Gray                                                                    | Có    | Gray                                        |
| 2022 | Yugyeom    | "Take You Down" (Feat. Coogie)              | Take You Down                                 | Có     | Woogie, Coogie                                                          | Có    | Woogie, Coogie                              |
| 2022 | Yugyeom    | "Lights"                                    | Take You Down                                 | Có     |                                                                         | Có    | DJ Wegun                                    |

## Điện ảnh

### Drama
| Năm  | Tên phim     | Vai     | Ghi chú                         |
| ---- | ------------ | ------- | ------------------------------- |
| 2015 | Dream Knight | Yugyeom | Kết hợp bởi JYPE và Youku Tudou |

### TV Show
| Năm  | Tên show            | Ghi chú                 | Ref. |
| ---- | ------------------- | ----------------------- | ---- |
| 2013 | WIN: Who Is Next    | Thí sinh (Ep. 4)        |      |
| 2016 | Hit the Stage       | Thí sinh (Ep. 9-10)     |      |
| 2019 | Law of the Jungle   | Khách mời (Ep. 349-352) |      |
| 2020 | King of Mask Singer | Thí sinh (Ep. 257)      |      |

### Radio
| Năm  | Tên                          | Ghi chú                       | Ref. |
| ---- | ---------------------------- | ----------------------------- | ---- |
| 2018 | Lee Hong-ki's Kiss The Radio | cùng với Got7 Youngjae        |      |
| 2020 | Idol Radio                   | cùng với Got7 Jay B (Ep. 571) |      |

## Music videos
| Năm  | Tên                              | Nghệ sĩ                    | Đạo diễn                      | Ghi chú                           |
| ---- | -------------------------------- | -------------------------- | ----------------------------- | --------------------------------- |
| 2018 | "Fine"                           | Yugyeom                    | Naive Creative Production     | Bài solo trong album Present: You |
| 2021 | "I Want U Around" (Feat. DeVita) | Yugyeom (featuring DeVita) | HQF (HighQualityFish)         |                                   |
| 2021 | "All Your Fault" (Feat. Gray)    | Yugyeom (featuring Gray)   | Yongsoo Kwon (Saccharin Film) |                                   |
| 2022 | "Take You Down" (Feat. Coogie)   | Yugyeom (featuring Coogie) |                               |                                   |

## Giải thưởng và đề cử
| Năm  | Giải thưởng        | Tên giải thưởng                                 | Người nhận | Kết quả   | Ref. |
| ---- | ------------------ | ----------------------------------------------- | ---------- | --------- | ---- |
| 2021 | Asia Artist Awards | Popularity Award – Male Solo Singer             | Yugyeom    | Nominated |      |
| 2021 | Asia Artist Awards | U+Idol Live Popularity Award – Male Solo Singer | Yugyeom    | Nominated |      |